# Табакин, Михаил Маркович
Михаил Маркович Табакин (21 июля 1899, с. Ветка, Гомельский уезд, Могилевская губерния, Российская империя —28 февраля 1965, Москва, СССР) — советский партийный и государственный деятель. Временно исполняющий обязанности Народного комиссара внутренних дел Казахской АССР.

## Биография
Михаил Маркович Табакин родился в местечке Ветка Гомельского уезда Могилевской губернии в семье рабочего. Еврей.  
В 1909–1911 годах окончил двухклассное народное училище, после чего работал конюхом на конном заводе. В 1915 году экстерном окончил коммерческое училище. До призыва в армию работал конторщиком Общества взаимного кредита в Ветке. 
В 1916 году был призван в армию, где дослужился до командира взвода. С 1917 года участвовал в Гражданской войне, служил на Западном и Восточном фронтах, был командиром батальона и командиром бронепоезда. Был дважды ранен и контужен.
В 1919 году вступил в ВКП(б). В 1921 году перешел на работу в органы ВЧК, где занимал различные должности, включая руководство войсками охраны железных дорог. 
В 1923 году начал работу в гражданской авиации, возглавляя экспедиции ОСНАЗ Общества "Добролет".
В 1930 году назначен заместителем наркома внутренних дел Казахской АССР, а с октября по декабрь того же года временно исполнял обязанности наркома.
Работал на различных должностях в НКВД, а также в системе уголовного розыска и коммунального хозяйства Казахской АССР. Был членом правления всесоюзного общества "Скотовод" и занимал руководящие посты на заводах.
В 1936 году был арестован, исключен из ВКП(б) и приговорен к 5 годам исправительно-трудовых лагерей за взяточничество. Отбывал наказание в Воркутинском УИТЛ НКВД.
В 1941 году был освобожден и работал в гражданской промышленности, занимая должности заместителя директора и начальника снабжения различных предприятий.
1941–1942 - коммерческий директор фабрики "Изкождеталь". В начале Великой Отечественной войны возглавлял фабрику, которая производила кожгалантерейные изделия для нужд фронта.
1942–1944 - помощник директора завода № 729 по снабжению. Работал на оборонном предприятии в г. Александрове Ивановской области, где занимался снабжением завода.
1944–1945 - заместитель директора Московского государственного ипподрома. В послевоенные годы возглавлял административно-хозяйственные вопросы на ипподроме в Москве.
1945–1946 - заместитель директора завода № 538 по общим вопросам. Занимал пост на заводе, который был частью наркомата боеприпасов СССР.
1946–1947 - начальник отдела снабжения треста Главстроймашина. В составе Министерства строительного машиностроения СССР возглавлял отдел снабжения, отвечающий за поставки оборудования и материалов.
1947 - заместитель управляющего союзным трестом № 102. Занимался вопросами снабжения в тресте, который специализировался на гидролизной промышленности.
1947–1949 - заместитель директора фабрики "ВИМП". Работал на одном из предприятий в Москве, специализирующемся на производстве металлических изделий.
1949–1951 - заместитель директора и коммерческий директор Металлического завода. Управлял заводом в Москве, занимаясь вопросами снабжения и сбыта продукции.
1951–1952 - заместитель директора завода художественной гравюры на металле. Возглавлял отдел снабжения и сбыта на заводе, который производил изделия декоративно-прикладного искусства.
1952–1955 - заместитель директора автоколонны — автобазы № 27 Главмосавтотранса. Руководил автотранспортной колонной, организовывал снабжение и эксплуатацию транспортных средств.
В 1956 году был реабилитирован и восстановлен в КПСС. После реабилитации продолжил работать в сфере снабжения и производства.
1955–1960 - начальник отдела эксплуатации автобазы № 27 Главмосавтотранса. После восстановления в партии продолжал трудиться на автобазе, отвечая за эксплуатацию и техническое обслуживание автотранспорта.
1960 - начальник отдела снабжения холодильника № 12. Работал в системе снабжения продовольственными ресурсами в Москве.
1960–1963 - заместитель директора фабрики "БУМИС". Последние годы своей трудовой деятельности занимал должность заместителя директора фабрики, специализирующейся на переработке мясо-рыбной продукции.
В 1963 году вышел на пенсию.  
Погиб, попав под поезд под Москвой 28 февраля 1965 года. Похоронен на Востряковском кладбище в Москве .

### Награды и публикации
- Орден Красного Знамени (1931)
- Знак «Почетный милиционер Казахской АССР» (1930)
- Автор книги "100 дней. Из истории советской милиции", М., 1965

### Семья
Жена — Табакина Елена Петровна (1912–2004), юрист. Дочь — Табакина Светлана Михайловна (р. 1942), инженер, преподаватель вузов.